# Parathalassius ulrichi
Parathalassius ulrichi är en tvåvingeart som beskrevs av Igor Shamshev 1998. Parathalassius ulrichi ingår i släktet Parathalassius och familjen styltflugor. Inga underarter finns listade i Catalogue of Life.